# Protalebrella quarta
Protalebrella quarta är en insektsart som beskrevs av Irena Dworakowska 1994. Protalebrella quarta ingår i släktet Protalebrella och familjen dvärgstritar.
Artens utbredningsområde är Venezuela. Inga underarter finns listade i Catalogue of Life.